# 11846 Verminnen
11846 Verminnen este un asteroid din centura principală de asteroizi.

## Descriere
11846 Verminnen este un asteroid din centura principală de asteroizi. A fost descoperit pe 21 septembrie 1987 la Smolyan de Eric Walter Elst. Asteroidul prezintă o orbită caracterizată de o semiaxă mare de 2,54 ua, o excentricitate de 0,12 și o înclinație de 4,7° în raport cu ecliptica.